# Jean-Baptiste Baskouda
Pour les articles homonymes, voir Baskouda.
Jean-Baptiste Baskouda, né le 24 août 1957 à Tokombéré dans la région du Mayo-Sava, est un homme politique camerounais, ancien ministre, sénateur et membre du Conseil constitutionnel.

## Biographie

### Enfance, éducation et débuts
Jean-Baptiste Baskouda fait ses études secondaires à Ngaoundéré, puis ses études supérieures de droit et de sciences économiques à l'Université de Yaoundé. Il entre à l'École nationale d'administration et de magistrature (ENAM) puis devient administrateur du Travail.

### Carrière
Baskouda est secrétaire d'État à l'administration territoriale d'août 1985 à 1988 avant d'entrer dans le cabinet de la présidence de la République. Il est ensuite nommé successivement secrétaire général dans le cabinet du Ministre des Mines, de l'Eau et de l’Énergie, puis du Ministre de l’Environnement et des Forêts, et enfin du Ministre du Travail et de la Sécurité sociale le 26 janvier 2005,.
En mai 2013, il est nommé sénateur par le président Paul Biya à la création du Sénat, dans le quota des trente sénateurs désignés directement par la présidence sur les cent membres qui composent l'assemblée. Il est élu questeur du Sénat le 12 juin 2013.
En 2018, Jean-Baptiste Baskouda est nommé membre du Conseil constitutionnel par le président Paul Biya pour un mandat de six ans. À la suite de sa nomination au Conseil constitutionnel, il démissionne de ses fonctions de questeur au sein du bureau du sénat et est remplacé par Abdoulaye Wouyack Marava